# Campionati mondiali di pentathlon moderno 1983
I campionati mondiali di pentathlon moderno 1983 si sono svolti a Warendorf, nella Repubblica Federale di Germania, dove si sono disputate le gare maschili individuali ed a squadre, ed a Göteborg, in Svezia, dove si sono disputate le gare femminili individuali ed a squadre.

## Risultati

### Maschili
| Evento      | Oro                                                                       | Argento                                               | Bronzo                                     |
| Individuale | Anatolij Starostin                                                        | Tamás Szombathelyi                                    | Yevgeniy Zinkovskiy                        |
| A squadre   | Unione Sovietica Anatolij Starostin Yevgeniy Zinkovskiy Aleksey Khaplanov | Ungheria Gábor Pajor László Fábián Tamás Szombathelyi | Francia Paul Four Joël Bouzou Bruno Génard |

### Femminili
| Evento      | Oro                                                     | Argento                                              | Bronzo                                             |
| Individuale | Lynn Chernobrywy                                        | Anne Ahlgren                                         | Sarah Parker                                       |
| A squadre   | Regno Unito Sarah Parker Teresa Purton Victoria Sowarby | Germania Ovest Berit Walz Sabine Krapf Barbara Korsa | Svezia Anne Ahlgren Maria Larsson Marianne Sigmond |

## Medagliere
| Posizione | Paese            |   |   |   | Totale |
| --------- | ---------------- | - | - | - | ------ |
| 1         | Unione Sovietica | 2 | 0 | 1 | 3      |
| 2         | Regno Unito      | 1 | 0 | 1 | 2      |
| 3         | Canada           | 1 | 0 | 0 | 1      |
| 4         | Ungheria         | 0 | 2 | 0 | 2      |
| 5         | Svezia           | 0 | 1 | 1 | 2      |
| 6         | Germania Ovest   | 0 | 1 | 0 | 1      |
| 7         | Francia          | 0 | 0 | 1 | 1      |
| Totale    | Totale           | 4 | 4 | 4 | 12     |